# Junonia nigeria
Junonia nigeria är en fjärilsart som beskrevs av Stoneham 1934. Junonia nigeria ingår i släktet Junonia och familjen praktfjärilar. Inga underarter finns listade i Catalogue of Life.